# Station Mariembourg
Station Mariembourg is een spoorwegstation langs spoorlijn 132/spoorlijn 134 (Charleroi-Centraal - Couvin) in Mariembourg, een deelgemeente van de stad Couvin. Verder liep ook nog de spoorlijn 156 door het station, maar deze is opgebroken.
In de loop van 2021 werden de loketten gesloten. Sindsdien is het een stopplaats.

## Hernummering
De spoorlijnnummering van de lijnen in Mariembourg is gewijzigd toen de passagiersdienst tussen Charleroi-Centraal en Couvin werd hervat op 3 juni 1984. Omdat het deel van spoorlijn 132 voorbij Mariembourg niet meer in dienst was en men anders voor het korte tracé tussen Mariembourg en Couvin een ander lijnnummer had, is dit laatste stuk hernummerd van spoorlijn 134 tot spoorlijn 132.

## CFV3V
Even voorbij het station ligt een van de twee basissen van de museumspoorvereniging CFV3V (de andere ligt in Treignes, aan de andere kant van hun museumspoorlijn). Deze vereniging voert ritten uit op de originele spoorlijn 132, dit zowel met stoom- als met dieseltractie.

## Treindienst
| Serie       | Treinsoort               | Route                                     | Bijzonderheden              |
| ----------- | ------------------------ | ----------------------------------------- | --------------------------- |
| S 64        | S-trein Charleroi (NMBS) | Charleroi-Centraal – Mariembourg – Couvin | Rijdt in het weekend 1×/2u. |
| P 7710/8710 | Piekuurtrein (NMBS)      | Couvin – Mariembourg – Charleroi-Centraal | Rijdt alleen op werkdagen.  |

## Galerij

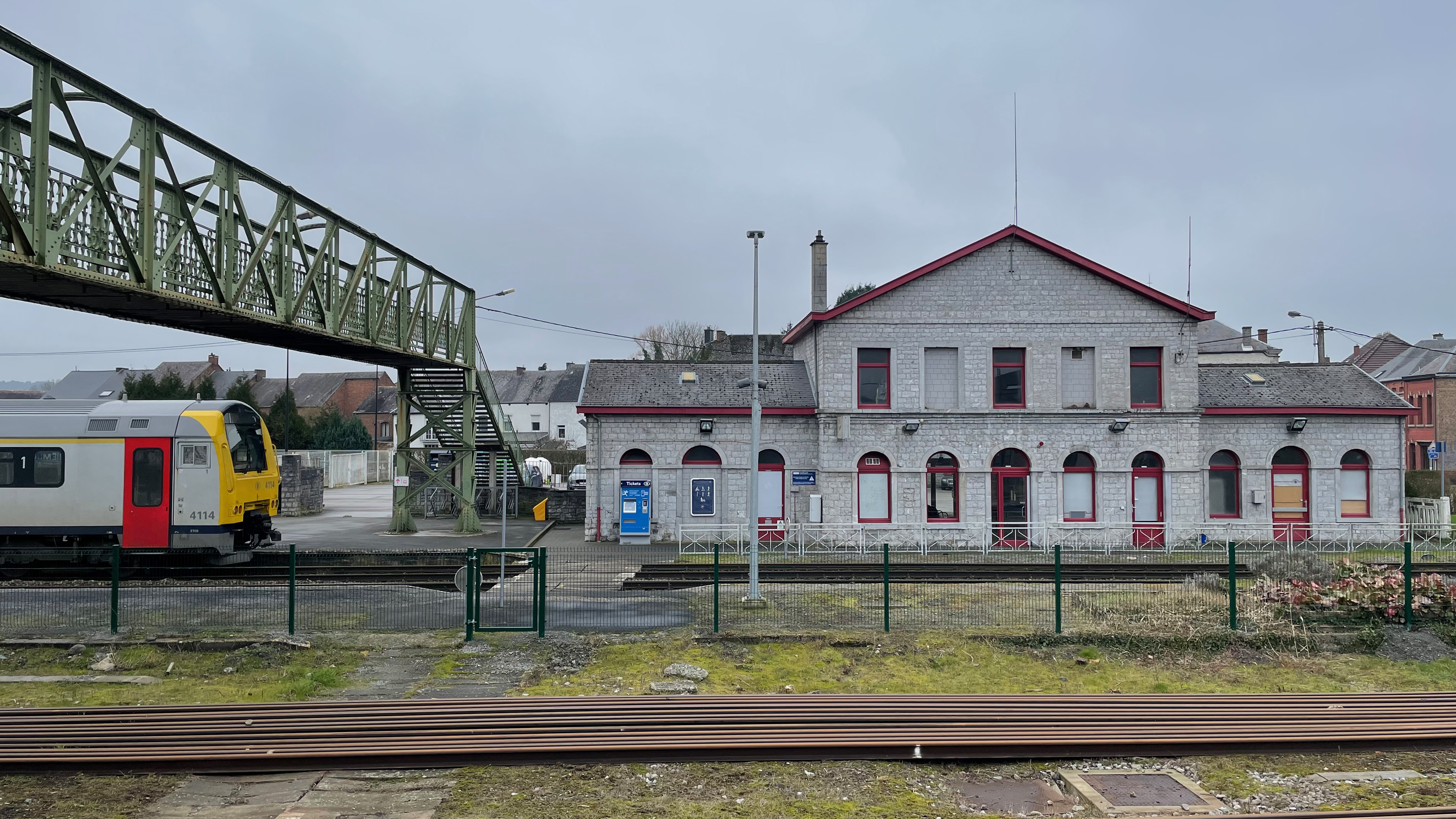
Het stationsgebouw
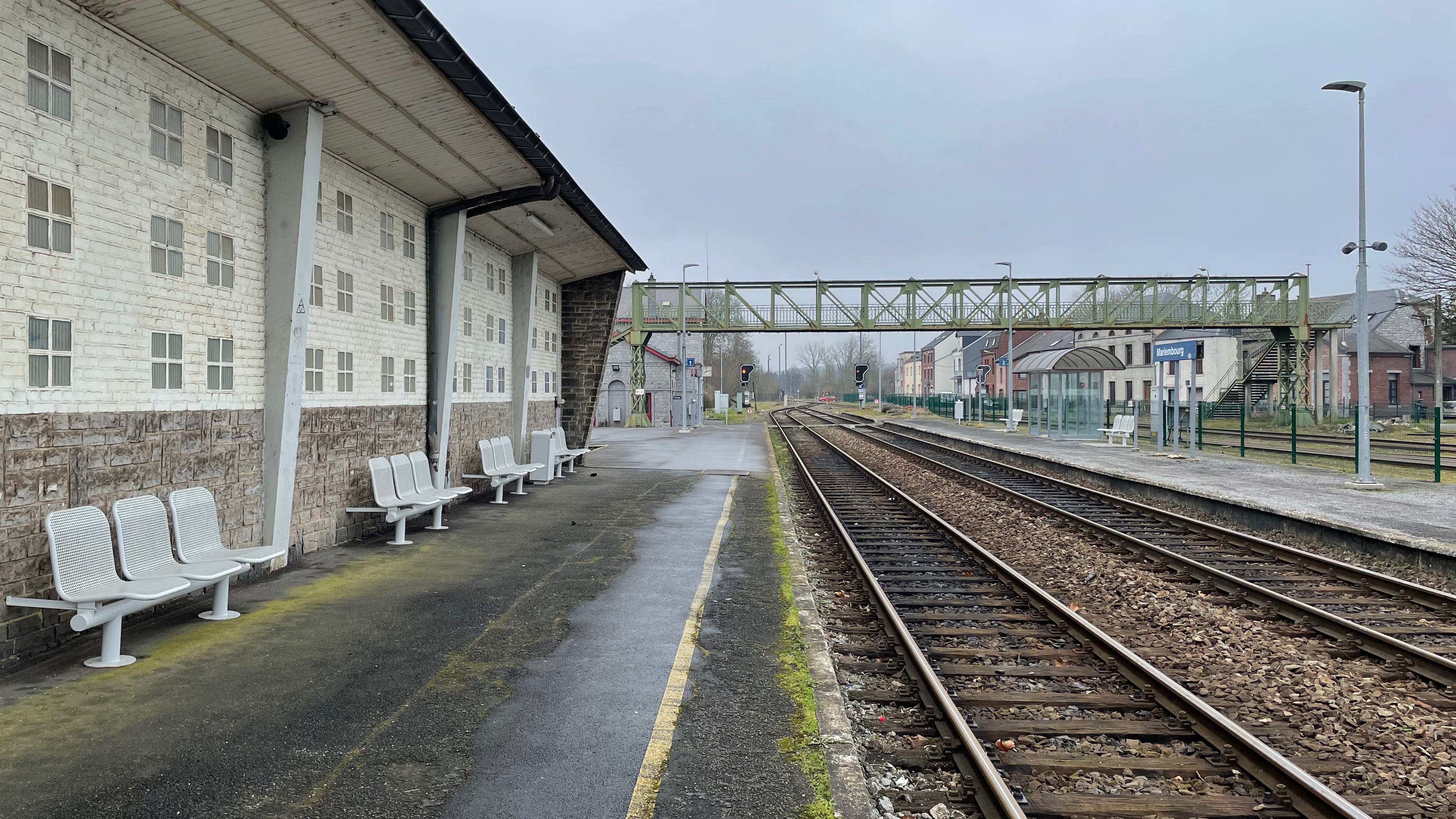
Zicht op het perron
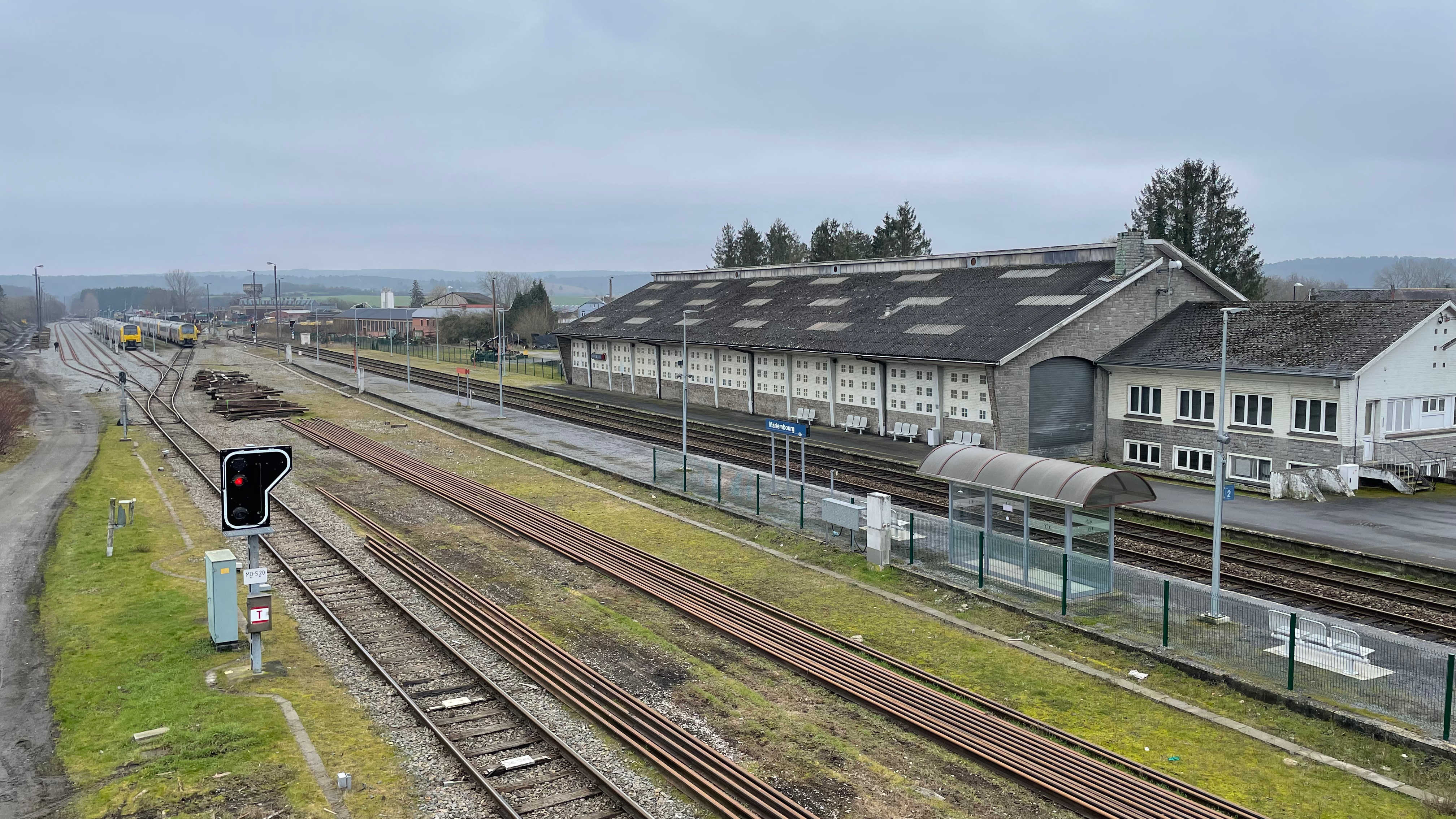
Zicht op de sporen
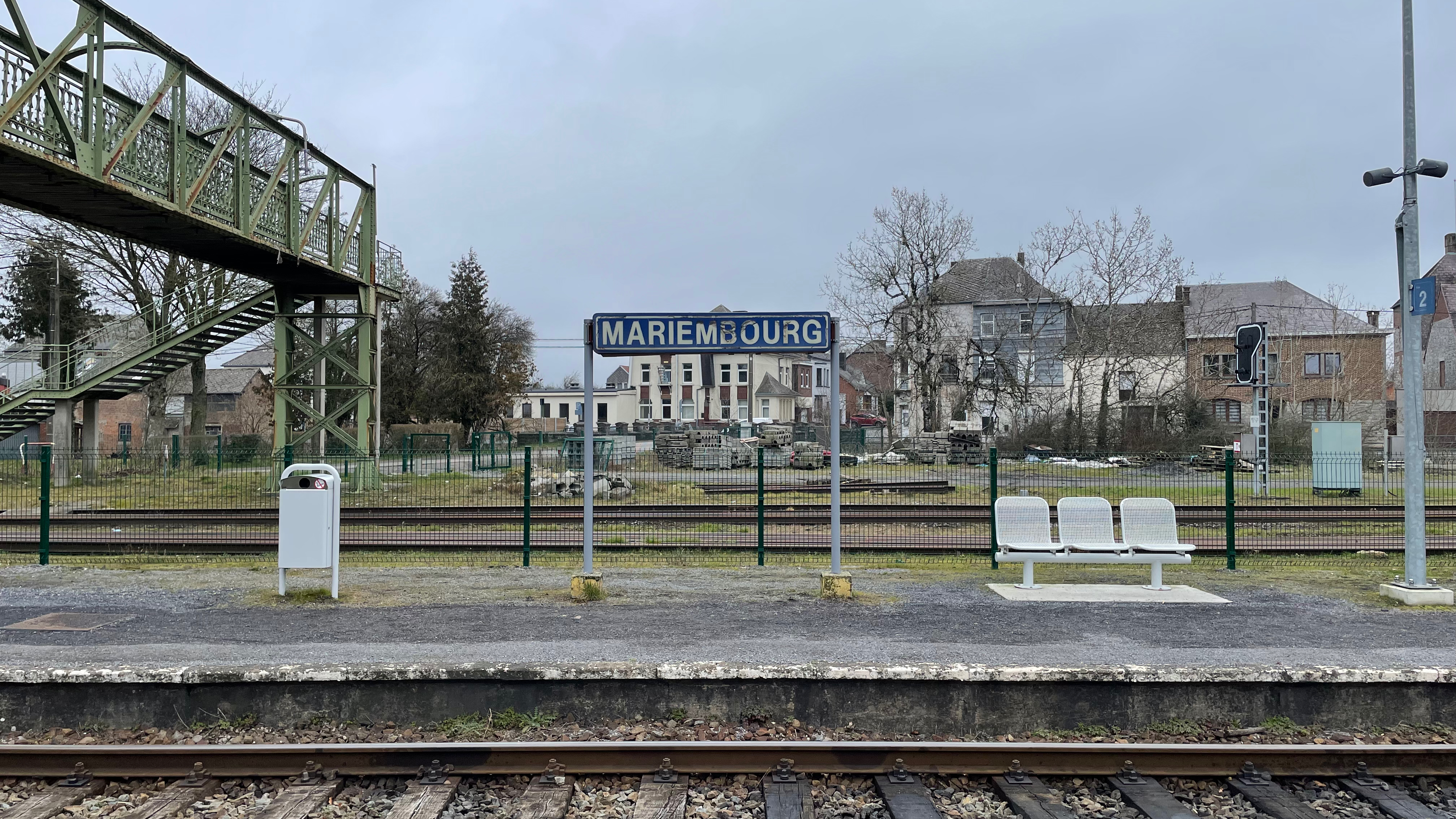
Plaatsnaambord
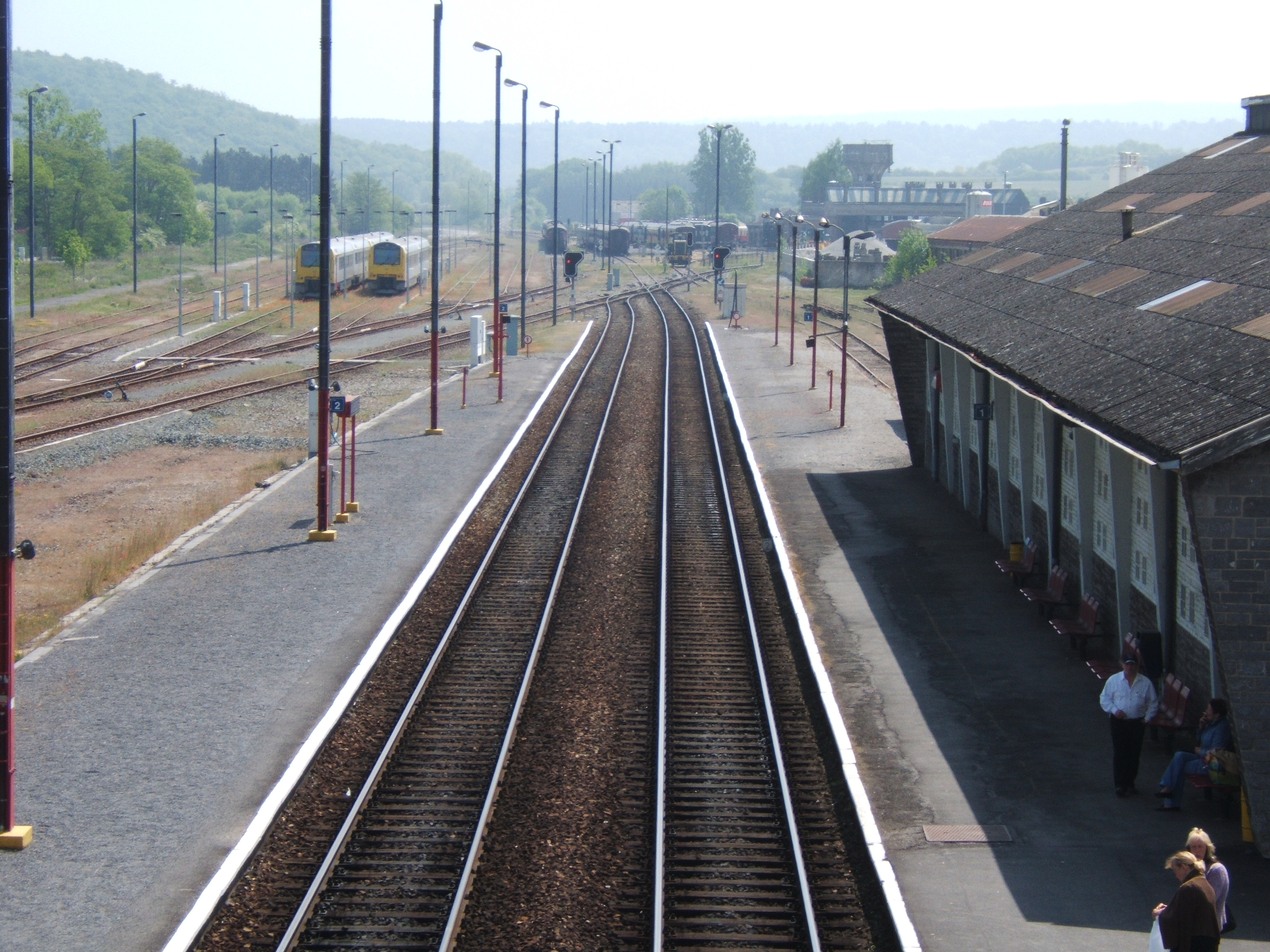
Het station (2007)

## Reizigerstellingen
De grafiek en tabel geven het gemiddeld aantal instappende reizigers weer op een week-, zater- en zondag.
| Tabel: aantal instappende reizigers station Mariembourg | Tabel: aantal instappende reizigers station Mariembourg | Tabel: aantal instappende reizigers station Mariembourg | Tabel: aantal instappende reizigers station Mariembourg |
|                                                         | Weekdag                                                 | Zaterdag                                                | Zondag                                                  |
| ------------------------------------------------------- | ------------------------------------------------------- | ------------------------------------------------------- | ------------------------------------------------------- |
| 1977                                                    | 223                                                     | 122                                                     | 180                                                     |
| 1978                                                    | 244                                                     | 70                                                      | 159                                                     |
| 1979                                                    | 242                                                     | 91                                                      | 154                                                     |
| 1980                                                    | 238                                                     | 89                                                      | 183                                                     |
| 1981                                                    | 250                                                     | 72                                                      | 151                                                     |
| 1982                                                    | 279                                                     | 95                                                      | 257                                                     |
| 1983                                                    | 268                                                     | 79                                                      | 178                                                     |
| 1984                                                    | 200                                                     | 79                                                      | 161                                                     |
| 1985                                                    | 207                                                     | 73                                                      | 118                                                     |
| 1986                                                    | 194                                                     | 70                                                      | 123                                                     |
| 1987                                                    | 193                                                     | 79                                                      | 116                                                     |
| 1988                                                    | 214                                                     | 75                                                      | 161                                                     |
| 1989                                                    | 204                                                     | 56                                                      | 186                                                     |
| 1990                                                    | 179                                                     | 77                                                      | 104                                                     |
| 1991                                                    | 208                                                     | 78                                                      | 142                                                     |
| 1992                                                    | 200                                                     | 68                                                      | 120                                                     |
| 1993                                                    | 168                                                     | 63                                                      | 110                                                     |
| 1994                                                    | 157                                                     | 46                                                      | 128                                                     |
| 1995                                                    | 123                                                     | 46                                                      | 83                                                      |
| 1996                                                    | 149                                                     | 52                                                      | 56                                                      |
| 1997                                                    | 158                                                     | 44                                                      | 80                                                      |
| 1998                                                    | 112                                                     | 46                                                      | 94                                                      |
| 1999                                                    | 152                                                     | 37                                                      | 76                                                      |
| 2000                                                    | 185                                                     | 53                                                      | 50                                                      |
| 2001                                                    | 137                                                     | 46                                                      | 63                                                      |
| 2002                                                    | 145                                                     | 51                                                      | 60                                                      |
| 2003                                                    | 207                                                     | 85                                                      | 73                                                      |
| 2004                                                    | 169                                                     | 65                                                      | 44                                                      |
| 2005                                                    | 201                                                     | 70                                                      | 62                                                      |
| 2006                                                    | 211                                                     | 70                                                      | 108                                                     |
| 2007                                                    | 213                                                     | 54                                                      | 74                                                      |
| 2008                                                    | -                                                       | -                                                       | -                                                       |
| 2009                                                    | 239                                                     | 44                                                      | 72                                                      |
| 2010                                                    | -                                                       | -                                                       | -                                                       |
| 2011                                                    | -                                                       | -                                                       | -                                                       |
| 2012                                                    | 228                                                     | 48                                                      | 104                                                     |
| 2013                                                    | 229                                                     | 65                                                      | 103                                                     |
| 2014                                                    | 250                                                     | 53                                                      | 53                                                      |
| 2015                                                    | 171                                                     | 38                                                      | 70                                                      |
| 2016                                                    | 170                                                     | 51                                                      | 103                                                     |
| 2017                                                    | 160                                                     | 48                                                      | 63                                                      |
| 2018                                                    | 162                                                     | 48                                                      | 94                                                      |
| 2019                                                    | 397                                                     | 163                                                     | 297                                                     |
| 2020                                                    | 142                                                     | 60                                                      | 61                                                      |
| 2021                                                    |                                                         |                                                         |                                                         |
| 2022                                                    | 144                                                     | 109                                                     | 117                                                     |
| 2023                                                    | 159                                                     | 63                                                      | 94                                                      |
| 2024                                                    | 159                                                     | 42                                                      | 62                                                      |

0,0: La Sambre ·
1,0: Mont-sur-Marchienne ·
2,8: Montigny ·
4,8: Bomerée ·
6,0: Jamioulx ·
9,4: Beignée ·
10,9: Ham-sur-Heure ·
13,3: Cour-sur-Heure ·
15,0: Berzée ·
18,1: Pry ·
18,8: Walcourt ·
Vogenée ·
Rossignol ·
26,6: Yves-Gomezée ·
Saint-Lambert ·
Jamagne ·
21,1: Gerlimpont ·
23,9: Silenrieux ·
28,5: Falemprise ·
31,0: Cerfontaine ·
32,9: Philippeville ·
Neuville-Noord ·
34,0: Senzeille ·
38,1: Neuville-Zuid ·
41,0: Roly ·
45,4/45,1: Mariembourg ·
47,9: Nismes ·
51,5: Olloy-sur-Viroin ·
54,1: Vierves ·
57,5: Treignes
0,0: Mariembourg ·
3,0: Frasnes-lez-Couvin ·
5,5: Couvin
1,3: Momignies ·
3,4: Macon ·
6,3: Séloignes-Monceau ·
7,6: Villers-la-Tour ·
11,3: Chimay ·
15,2: Virelles ·
18,3: Lompret ·
20,5: Aublain ·
25,1: Boussu-en-Fagne ·
28,2: Mariembourg ·
32,5: Fagnolle-Roly ·
37,3: Matagne-la-Grande ·
38,9: Matagne-la-Petite ·
42,8: Romerée ·
45,4: Gimnée ·
47,3: Doische ·
51,1: Agimont-Dorp ·
56,3: Hermeton-sur-Meuse ·
58,9: Hastière